# Theresa Plut
Theresa Plut (Vancouver, 1978.), kanadsko-slovenska je koloraturna sopranistica. Od 2015. djeluje kao sveučilišna profesorica pjevanja na Glazbenoj akademiji u Ljubljani.
Rođena je u kanadskom gradu Vancouveru u obitelji slovenskih korijena. Prvotno glazbeno odnosno pjevačko obrazovanje stječe na Kraljevskom glazbenom konzervatoriju u Torontu, a potom nastavlja na muzičkim akademijama u Zürichu i Stuttgartu. Kao solistica surađuje s brojnim  dirigentima i orkestrima diljem Europe, Azije i Sjeverne Amerike. Nastupa s Annom Netrebko u operi Jolanta (Deutsche Grammophon, 2015.) i s Bernardom i Marcosom Finkom u Mozartovom Requiemu. U eminentnim opernim kućama u Njemačkoj i Švicarskoj ostvaruje uloge Kraljice noći (Čarobna frula), Blonde (Otmica iz Saraja), Rosine (Seviljski brijač), Olimpije (Hoffmannove priče), Marice (Ivica i Marica), Serpette (La finta giardiniera), Waltera (La Wally) itd. Surađuje s priznatim dirigentima kao što su Emmanuel Villaume, Nicholas Milton, Alexander Joel, John Fiore te s režiserima poput Christofa Loya, Philippa Harnoncourta, Tobiasa Richtera. Suradnju ostvaruje i s poznatim orkestrima i ansamblima (Vancouver Symphony Orchestra, Düsseldorfer Sinfoniker, Concerto München, Stuttgarter Opernorchester, Bach Collegium Zürich).
Održava majstorske tečajeve i seminare u Sloveniji i inozemstvu, a bila je i gostujuća profesorica na akademijama u Pekingu, Vancouveru, Zagrebu i Kotoru.